# Sarnowa (powiat koniński)
Sarnowa – wieś w Polsce położona w województwie wielkopolskim, w powiecie konińskim, w gminie Ślesin.
| SIMC    | Nazwa               | Rodzaj    |
| ------- | ------------------- | --------- |
| 0297187 | Biskupie Sarnowskie | część wsi |

W latach 1975–1998 miejscowość administracyjnie należała do województwa konińskiego.
Wieś Sarnowa w powiecie konińskim, to dawna własność Eugenii Anny Zieleśkiewiczowej herbu Zaremba, de domo Eugenii Anny Pogoda Wierusz Kowalskiej, herbu Wierusz.
We wsi była cegielnia, stanowiąca własność Eugeni Anny Zieleśkiewiczowej.